# エチオピアの鉄道
エチオピアの鉄道では、エチオピアにおける鉄道について記す。

## 鉄道史
- 2018年1月 アディスアベバ・ジブチ鉄道が商用運転開始。

## 事業者
- エチオピア鉄道公社（英: Ethiopian Railway Corporation、アムハラ語: የኢትዮጵያ የምድር ባቡር ኮርፖሬሽን）

## 路線

### 狭軌
- ジブチ・エチオピア鉄道

### 標準軌
- アディスアベバ・ジブチ鉄道
- アディスアベバ・ライトレール
- ウェルディヤ・メックエル鉄道（英語版）（2020年現在、建設中）
- アワシュ・ウェルディヤ鉄道（英語版）（2020年現在、建設中）

## 隣接国との鉄道接続状況
- ソマリア - 接続なし
- ケニア - 接続なし
- 南スーダン - 接続なし
- スーダン - 接続なし
- エリトリア - 接続なし
- ジブチ - （ディレ・ダワ - ジブチ港） - 同じ狭軌を採用1,000 mm。標準軌（1,435mm）